# Wissenspsychologie
Wissenspsychologie beschäftigt sich mit menschlichem Wissen im Bereich der Kognitiven Psychologie. Sie betrachtet Prozesse, über die der Mensch Wissen erwirbt, wie es im Gehirn codiert (Übersetzung von Sinneseindrücken in eine „Sprache“, die das Gehirn versteht), organisiert und gespeichert wird und über welche Prozesse es wieder abgerufen und der Anwendung bereitgestellt wird.
Erworbenes Wissen wird verstanden als symbolische Abbildung/Repräsentation,  die der Mensch sich mit Hilfe des Erkennens/kognitiv äußerer Gegebenheiten aneignet.
Abgebildet werden beispielsweise Bedeutungsgehalte und Handlungsmuster.
Dieses Wissen erwirbt der Mensch und speichert es im Gedächtnis ab,  um es zur Bewältigung von  Aufgaben und Problemen im Leben anzuwenden.
Wissenspsychologie arbeitet mit zentralen Grundannahmen kognitionswissenschaftlicher Forschungsansätze und kognitionstheoretischer Überlegungen. Sie verbindet dabei verschiedene Wissenschaftsbereiche mittels methodologischer Argumentationen.